# Василий Папахристу
Василий (на гръцки: Βασίλειος) е гръцки духовник, митрополит на Вселенската патриаршия.

## Биография
Роден е в епирското аргирокастренско село Ано Лабово с фамилията Папахристу (Παπαχρήστου). В 1882 година завършва Семинарията на Халки. Служи първоначално като проповедник в Аргирокастро, преподава в училището Зографио, по-късно Закон Божи в Сяр, Закон Божи в Одринската гимназия и накрая служи в Цариград. На 7 февруари 1893 година е ръкоположен за свещеник от митрополит Йоаким Халкидонски.
През януари 1893 година Светият синод в Цариград избира за титулярен дафнуски епископ, викарий на Мелнишката митрополия със седалище Валовища епископ Леонтий Левкийски, който обаче не приема избора и на 14 февруари 1893 година за дафнуски епископ в Хрисуполи е ръкоположен Василий. Ръкополагането е извърено от митротолит Йоаким Халкидонски в съслужение с митрополит Антим бивш Анхиласки и епископ Леонтий Китроски. На 3 май 1894 година е избран за литицки митрополит в Ортакьой. От 27 септември 1897 до 12 февруари 1900 година е парамитийски и филятески митрополит.
На 12 февруари 1900 година е преместен като белградски митрополит в Берат. На 27 август 1909 година става дринополски митрополит. По време на Първата световна война е депортиран в Гърция от италианските окупационни власти в Северен Епир. Продължава да управлява останалата в Гърция част от Дринополска епархия. През август 1924 г. към Дринополска епархия са присъединени 24 села от Веленска епархия, които са ѝ придадени от закритата Погонианска епископия. Оттогава епископ Василий носи титлата Дринополски и Погониански.
Умира в Атина на 26 февруари 1936 година.